# ÖBB 5046/5146
Die Reihen 5046 und 5146 der Österreichischen Bundesbahnen (ÖBB) sind Dieseltriebwagen, die im Regionalverkehr eingesetzt wurden. Der Einsatz im Planverkehr begann 1954 und endete 1997. Die Züge wurden von Simmering-Graz-Pauker gebaut. Sie waren die ersten von SGP produzierten Nahverkehrstriebwagen der Nachkriegszeit bei den Österreichischen Bundesbahnen.

## Geschichte

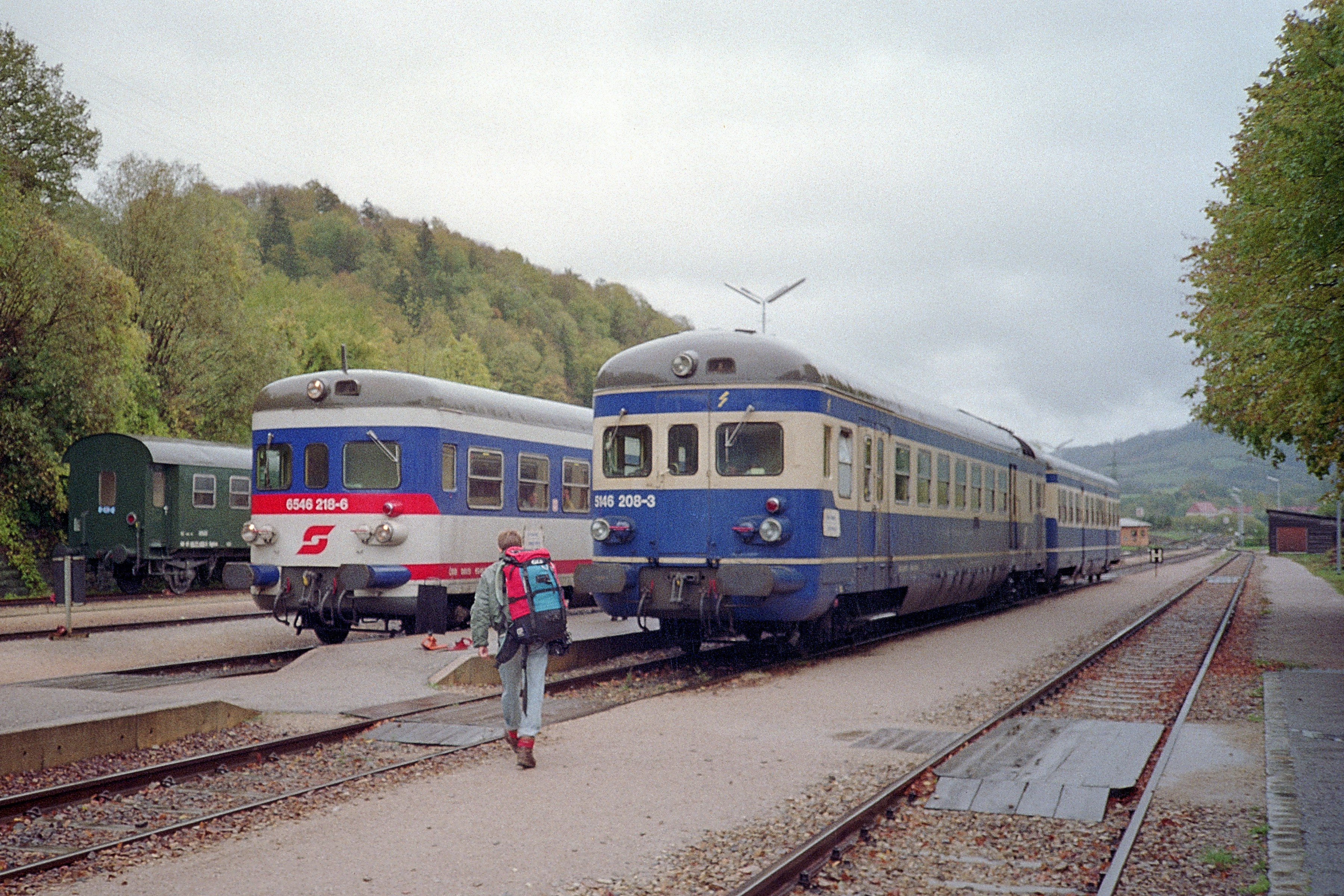
Zwei Lackierungsvarianten der ÖBB-Dieseltriebwagen im Bahnhof Traisen (1992). Die stirnseitigen Übergänge sind bereits entfernt.

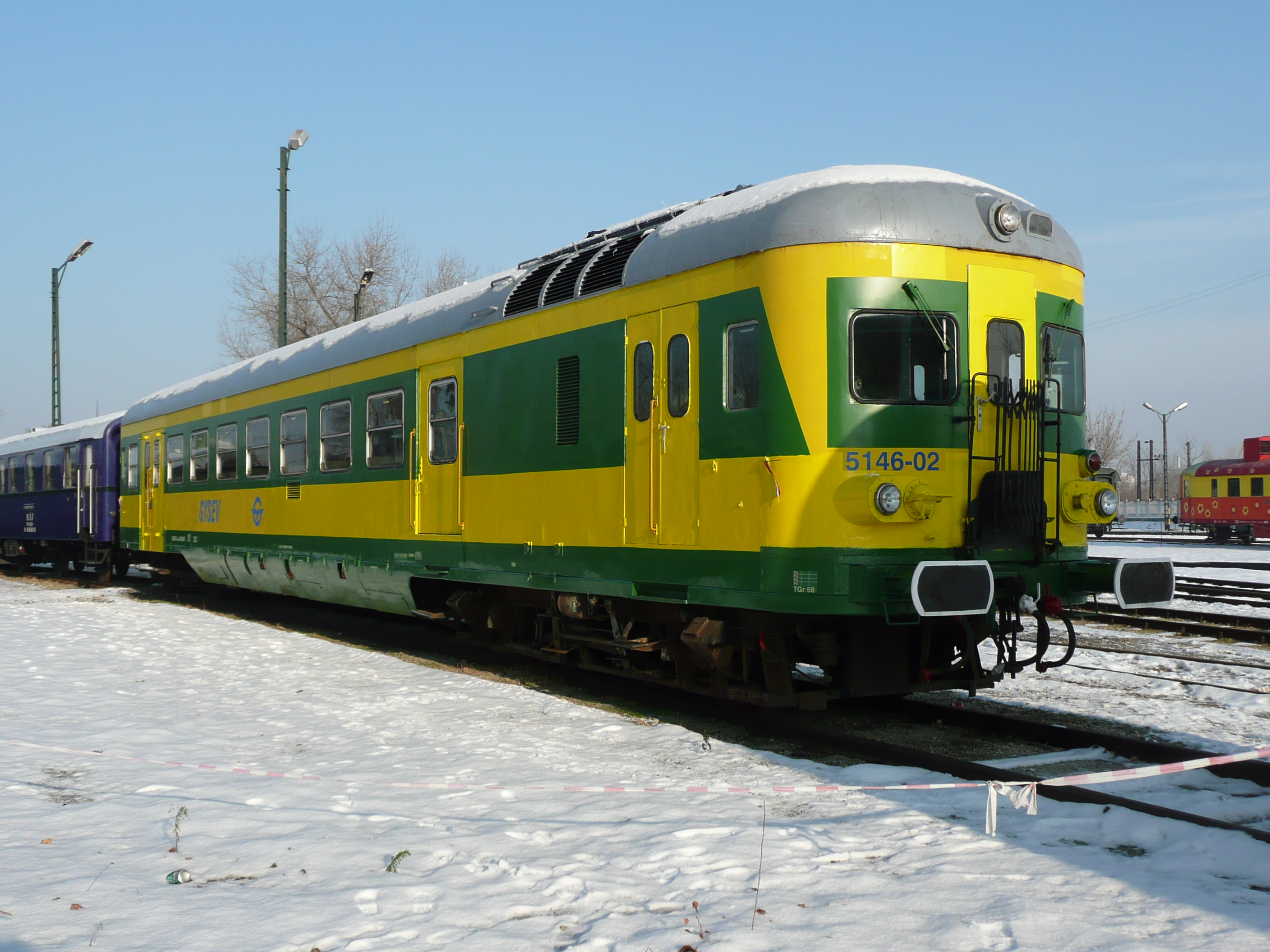
5146-02 der GySEV

Die Nahverkehrstriebwagen der Baureihe 5046 wurden konstruktiv aus den Ferntriebwagen der Reihe 5045 der ÖBB „Blauer Blitz“ abgeleitet, um auch im Regionalverkehr einen wirtschaftlicheren Betrieb als mit der Dampftraktion durchführen zu können.
Antriebsmotor, Strömungsgetriebe, Drehgestelle und viele weitere Teile waren von den Reihen 5045 und 5145 übernommen worden. Lediglich die Achsübersetzung wurde geändert, da die Höchstgeschwindigkeit nur 100 km/h betrug. Die Triebwagen erhielten eine Dampferzeugungsanlage für die Beheizung des Triebwagens und von bis zu drei vierachsigen Beiwagen.
Die Fahrzeuge versahen vor allem Nahverkehrsleistungen auf nichtelektrifizierten Strecken in Niederösterreich, Kärnten und der Steiermark. In Oberösterreich waren sie nur auf der Donauuferbahn zu finden. Da sich die Fahrzeuge im Betrieb gut bewährten, wurden 1959–1961 acht weitere, leicht modifizierte Fahrzeuge als Reihe 5146 bestellt. Die Motoren der 5146 waren auf eine geringfügig höhere Leistung eingestellt, der Fahrgastraum um eine Fensterteilung größer, der Einstiegs- und der Gepäckraum entsprechend kleiner. Die Fahrgastraumheizung erfolgte mittels Webasto-Geräten. Der Dampfheizkessel war anfangs für die Beheizung der Beiwagen vorhanden und wurde erst später ausgebaut.
Als ab 1987 die neue Reihe 5047 erschien, wurden die in die Jahre gekommenen Triebwagen nach und nach von diesen abgelöst. 5046.206 und 209; 5146.203 und 206 sowie die Steuerwagen 6546.208, 212, 219, 220 und 225 kamen in den Bestand der Raab-Oedenburg-Ebenfurter Eisenbahn (GySEV). 5146.206 und 6546.219 bekamen Neulack in den GySEV-Farben, der Rest wurde nach kurzer Zeit ausgemustert. Bei den ÖBB wurde 1997 der letzte Wagen ausgemustert.

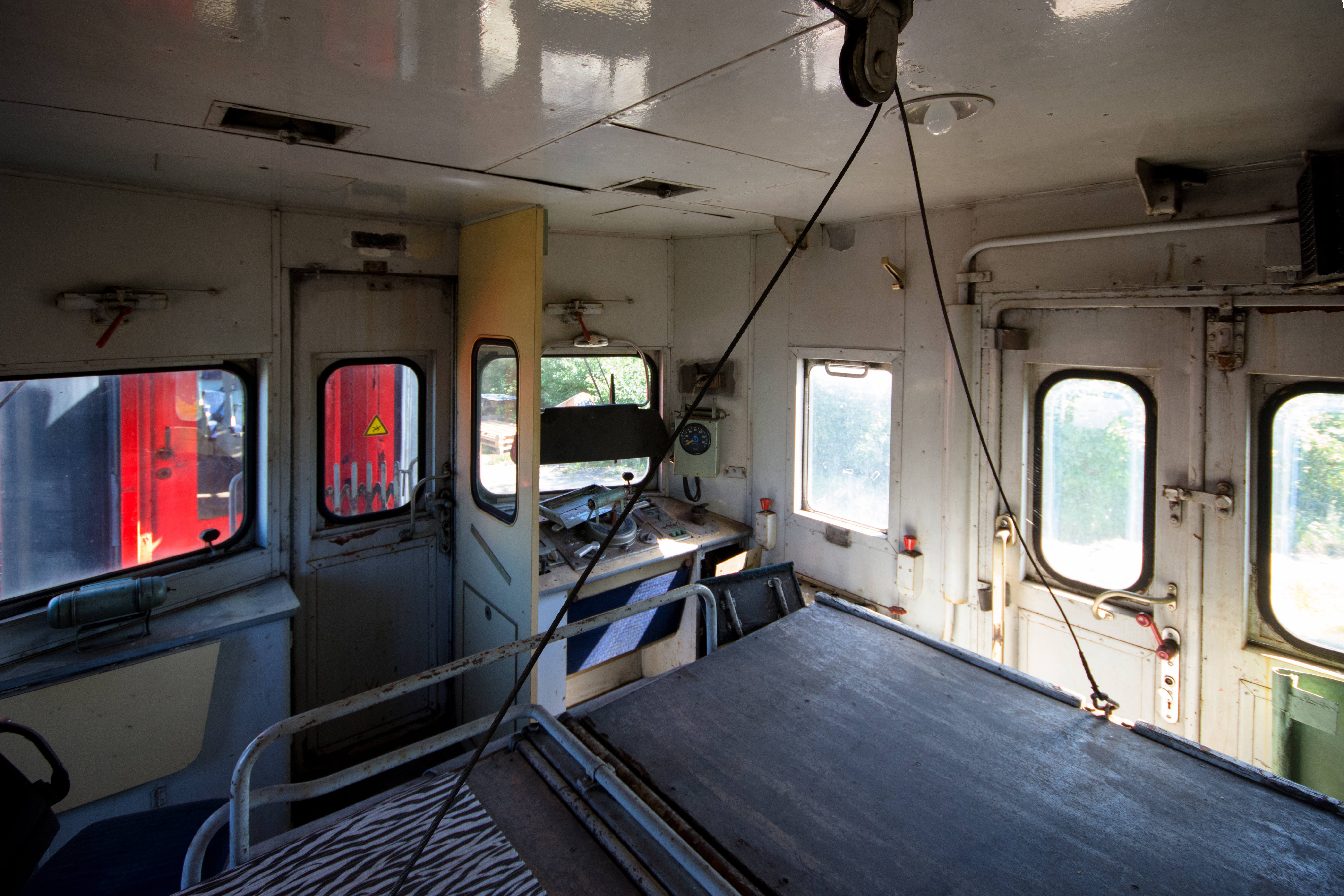
Führerstand 1 des 5146.208

## Technische Merkmale
Vom Prinzip her bestehen die Triebwagen aus denselben Komponenten wie der Blaue Blitz. Die angegebenen technischen Daten entsprechen der Reihe 5046. Die Reihe 5146 besaß die höhere Motorleistung von 397 kW, die durch die höhere Drehzahl von 1395/min erreicht wurde. Einige kleine Maße wie Dienstmasse, Raddurchmesser änderten sich auch bei dieser Reihe. Auch äußerlich ähnelten die Fahrzeuge den 5145; nur konnte das überhöhte Dach durch tiefer angelegte Kühler eingespart werden, und auch die Kopfform mit Übergangsmöglichkeit zu den Beiwagen wurde dem Nahverkehr angepasst.
Der Antriebsmotor befand sich bei dem Führerstand 1, beim Führerstand 2 wurde der Heizkessel installiert. Anfangs war das Lokpersonal bestrebt, vom Führerstand 1 aus das Fahrzeug zu steuern, um Störungen am Motor besser wahrzunehmen. Wegen des Lärms wurde später der Führerstand auf der Nichtmotorseite bevorzugt, und daher die Triebwagen wurden dementsprechend an der Führerstandseite 1 mit Beiwagen oder Steuerwagen gekuppelt. Die ursprünglichen Beiwagen der Reihe 7046 wurden alle in Steuerwagen umgebaut. Da jedoch nicht genug für die 25 Triebwagen vorhanden waren, wurden 6 Reisezugwagen der Bauart B4ipü 20-04 in Steuerwagen umgebaut und als 6546 221-226 bezeichnet. Die Fahrzeuge besaßen Vielfachsteuerung für zwei Motorwagen. Ein Triebwagenzug bestehend aus zwei Trieb- und vier Beiwagen konnte demzufolge von einem Triebfahrzeugführer allein gesteuert werden.
Der Fahrgastraum der Reihe 5046 war ursprünglich mit Ganzfenstern versehen. Die Reihe 5146 wurde stattdessen mit VMW-Halbfenstern ausgerüstet. Die 5046 wurden nach und nach auf diese umgerüstet. Anfangs bestand die Heizung des Fahrgastraumes bei der Reihe 5046 aus einer Dampfheizung, die Reihe 5146 besaß schon die Fahrgastraumbeheizung mit Webasto-Geräten, hatte aber noch einen Dampfkessel zur Heizung von Beiwagen. Im Zuge des Umbaus auf 5046.2, 5146.2 und 6546.2 wurde der Dampfkessel ausgebaut und die Dampfheizung gegen eine Webastoheizung ersetzt. Da diese Beheizung einen größeren Energiebedarf hatte, mussten die Fahrzeuge mit einer zusätzlichen Lichtmaschine ausgerüstet werden. Ursprünglich waren die Triebwagen saphirblau/elfenbein mit aluminiumgrauem Dach lackiert. Im Laufe des Umbaus auf .2 wurde statt saphirblau ultramarinblau lackiert. Das Dach wurde zunächst elfenbeinfarben, ab 1985 analog zu anderen Baureihen umbragrau lackiert. 5046.204, 5046.210 und 5146.205 erhielten nach 1987 Neulack im Valousek-Design. Unter anderem wurden bei 5046.207, 210, 5146.204, 206 und 207 die Frontschürzen demontiert und gegen Bleche getauscht und die Pufferummantelungen entfernt.
Das Motordrehgestell der 5046 ist bis auf die andere Übersetzung der Achsgetriebe und die nachgerüstete Lichtmaschine baugleich mit jenen der Reihe 5145. Der V-12-Zylinder-4-Takt-Motor von SGP leistete bei 5046 ursprünglich 368 kW/500 PS bei 1350/min. Bei 5146 wurde die Drehzahl auf 1395/min angehoben und dementsprechend die Leistung auf 397 kW/540 PS gesteigert. Dies wurde im Nachhinein auch bei den 5046 durchgeführt.
Unterschiede zwischen 5046 und 5146:
Der 5046 hatte 6 Sitzgruppen mit je 4 Sitzplätzen (dementsprechend 6 Fenster) pro Seite. Im Türraum waren 4 weitere Sitzplätze. Der 5146 hatte im Fahrgastraum eine Sitzgruppe mehr pro Seite; dafür war das Gepäckabteil kleiner, und die Sitze im Türraum entfielen ebenfalls. Der 5146 hatte bereits ab Werk den 540 PS-Motor, Halbfenster und Fahrgastheizung mittels Webastogeräten, während der 5046 ursprünglich Ganzfenster, Dampfheizung und nur 500 PS Leistung hatte und später auf diese umgerüstet wurde. Am Ende unterschieden sie sich nurmehr durch die Dimensionen von Tür-, Fahrgast- und Gepäckraum.

## Ausmusterung
Es blieben insgesamt 11 Triebwagen (6 der Reihe 5046, 5 der Reihe 5146) und 8 Steuerwagen erhalten. 1995 kaufte die Südburgenländische Regionalbahn (SRB) die Garnitur 5146 205 und 6546 210 von den ÖBB. Die Überstellung von St. Pölten nach Oberwart fand am 15. Jänner 1995 statt. Später wurde die Garnitur von den „Freunde der Bahnlinie Oberwart – Oberschützen“ (FrOWOS) erworben und am 30. Dezember 2011 mit der 2060.14 von „Bahn im Film“ (BIF) von Großpetersdorf nach Oberschützen überstellt, um die Fahrzeuge anschließend aufzuarbeiten. Betriebsfähig und zugelassen ist nur der Steuerwagen 6546 210, der heute im Besitz von „Bahn im Film“ und im gelegentlichen Einsatz bei den „Nostalgiebahnen in Kärnten“ ist. 5146 201 ist seit einigen Jahren in Aufarbeitung, 5146 208 wurde optisch aufgearbeitet und ist in Mistelbach Lokalbahnhof stationiert. 5046.216 befindet sich im Eigentum von Bahn im Film und wird aufgearbeitet. 